# Milano-Sanremo 2016
Milano-Sanremo 2016 var den 107. udgave af klassiker-monumentet Milano-Sanremo. Det var det fjerde arrangement på UCI's World Tour-kalender i 2016 og blev arrangeret 19. marts 2016.

## Hold og ryttere
| | 18 UCI World Tour-hold                                                                       |                                                                                        | 7 Wildcard |
| --- | -------------------------------------------------------------------------------------------- | -------------------------------------------------------------------------------------- | --- |
| - Ag2r-La Mondiale - Astana Pro Team - BMC Racing Team - Cannondale - Dimension Data - Etixx-Quick Step | - FDJ - Team Giant-Alpecin - IAM Cycling - Team Katusha - Lampre-Merida - Team LottoNL-Jumbo | - Lotto-Soudal - Movistar Team - Orica-GreenEDGE - Team Sky - Tinkoff - Trek-Segafredo | - Androni Giocattoli-Sidermec - Bardiani CSF - Bora-Argon 18 - CCC Sprandi Polkowice - Cofidis - Southeast-Venezuela - Team Novo Nordisk |

### Danske ryttere
- Lars Bak kørte for Lotto-Soudal
- Christopher Juul Jensen kørte for Orica-GreenEDGE
- Michael Mørkøv kørte for Team Katusha

## Resultater
|    | Rytter             | Hold                | Tid     |
| -- | ------------------ | ------------------- | ------- |
| 1  | Arnaud Démare      | FDJ                 | 6:54.45 |
| 2  | Ben Swift          | Team Sky            | + 0     |
| 3  | Jürgen Roelandts   | Lotto-Soudal        | + 0     |
| 4  | Nacer Bouhanni     | Cofidis             | + 0     |
| 5  | Greg Van Avermaet  | BMC Racing Team     | + 0     |
| 6  | Alexander Kristoff | Team Katusha        | + 0     |
| 7  | Heinrich Haussler  | IAM Cycling         | + 0     |
| 8  | Filippo Pozzato    | Southeast-Venezuela | + 0     |
| 9  | Sonny Colbrelli    | Bardiani CSF        | + 0     |
| 10 | Matteo Trentin     | Etixx-Quick Step    | + 0     |